# طلال أسد
طلال محمد أسد (بالإنجليزية: Talal Asad) (1932-) متخصص في علم الإنسان وأنثروبولوجيا الدين والثقافة وله إسهامات مهمة عديدة في الدراسات المتعلقة بما بعد الاستعمار، والمسيحية والإسلام والدراسات الدينية الأخرى وله جهود في دراسة العلمانية من خلال علم الإنسان.

## حياته وأعماله
طلال أسد هو ابن محمد أسد، المفكر الإسلامي، نمساوي الأصل وباكستاني الجنسية، الذي تحول عن اليهودية إلى الإسلام وله مؤلفات مشهورة عديدة عن الإسلام والقرآن والدعوة. وأمه عربية، سعودية الجنسية هي منيرة بنت حسين الشمّري. وقد ولد طلال في المملكة العربية السعودية ونشأ في باكستان، حيث درس في مدرسة تبشيرية داخلية كانت غالبية الطلبة فيها نصارى. وقد كان لهذا أثر في نظرته إلى العلاقة بين الغرب والشرق. وبعد أن أنهى دراسته في هذه المدرسة سافر إلى بريطانيا ليدرس فن العمارة، إلا أن هذا التخصص لم يرق له فقرر أن ينتقل إلى جامعة إدنبرة ليدرس علم الإنسان.
وكانت دراسة علم الإنسان في بريطانيا في ذلك الحين معنية بشكل أساسي بدراسة التركيبات الاجتماعية، إلا أن طلال أسد كان على اطلاع بالمناهج الأمريكية في علم الإنسان مثل علم الإنسان النفسي وغيرها من المباحث التي كانت سائدة في الأنثروبولوجيا الأمريكية. وبعد حصوله على درجة الماجستير من جامعة إدنبرة التحق بجامعة أكسفورد وعمل جنباً إلى جنب مع العالم المشهور في علم الإنسان الاجتماعي إيفانز بريتشارد، وهو من المختصين الذين أجروا العديد من الأبحاث حول الشرق الأوسط وأفريقيا. ومتأثراً بأبحاث بريتشارد وعمله قرر طلال أسد أن يجري أبحاثه الميدانية لكتابه الذي يعزم على تأليفه على قبيلة الكبابش خلال عمله لمدة خمسة سنوات في جامعة الخرطوم في السودان، وقد تمكن من الحصول على هذه الوظيفة نظراً للعلاقة التي كانت تربط جامعة الخرطوم بجامعة أكسفورد في ذلك الحين.
ركز طلال أسد في كتابه عرب الكبابيش: القوة والسلطة والتوافق في قبيلة الرحل الذي صدر عام 1970 على الاستعمار والطريقة التي يعمد إليها الغرب في تعريف الشرق باعتباره «غير غربي» وحسب. وقال أسد في معرض حديثه عن الاستعمار «إن العملية التاريخية التي تهدف إلى إقامة مجتمع إنساني علماني -كما يقال- قد ساعدت في تحسين السلوكيات المختلفة، وذلك عبر التخلي عن الممارسات التي تهين الإنسان. لكن، وعلى الرغم من ذلك، فإن الأوروبيين في محاولتهم لاجتثاث هذه الممارسات التي كانوا يعدونها في نظرهم قاسية ووحشية لم يكونوا ينظرون في المقام الأول إلى معاناة السكان الأصليين، بل كانوا مهتمين بشكل أساسي بفرض معايير التحضر الغربية للعدل والإنسانية على الشعوب التي يحتلونها وذلك من رغبتهم في تكوين مجموعة من البشر بحلة جديدة».
ونشط طلال أسد مع العديد من زملائه أثناء عمله في جامعة هل مثل روجر أوين وسامي زبيدي فكانت تعقد العديد من الحلقات البحثية الدورية حول المواضيع المختصة بالشرق الأوسط كما نشر العديد من الأوراق البحثية في هذا المجال. وكان إصدار إدوارد سعيد لكتابه المعروف الاستشراق عام 1978 بمثابة دعم كبير لطلال أسد لمتابعة جهوده ودراساته المعنية باستخدام الغرب لمعاييره الخاصة في تعريفه للحضارات والثقافات غير الغربية.

## وصلات خارجية
1. موقع الجامعة
2. مقابلة مع طلال أسد على يوتيوب